# Schauenburg (südwestdeutsches Adelsgeschlecht)

Stammwappen derer von Schauenburg

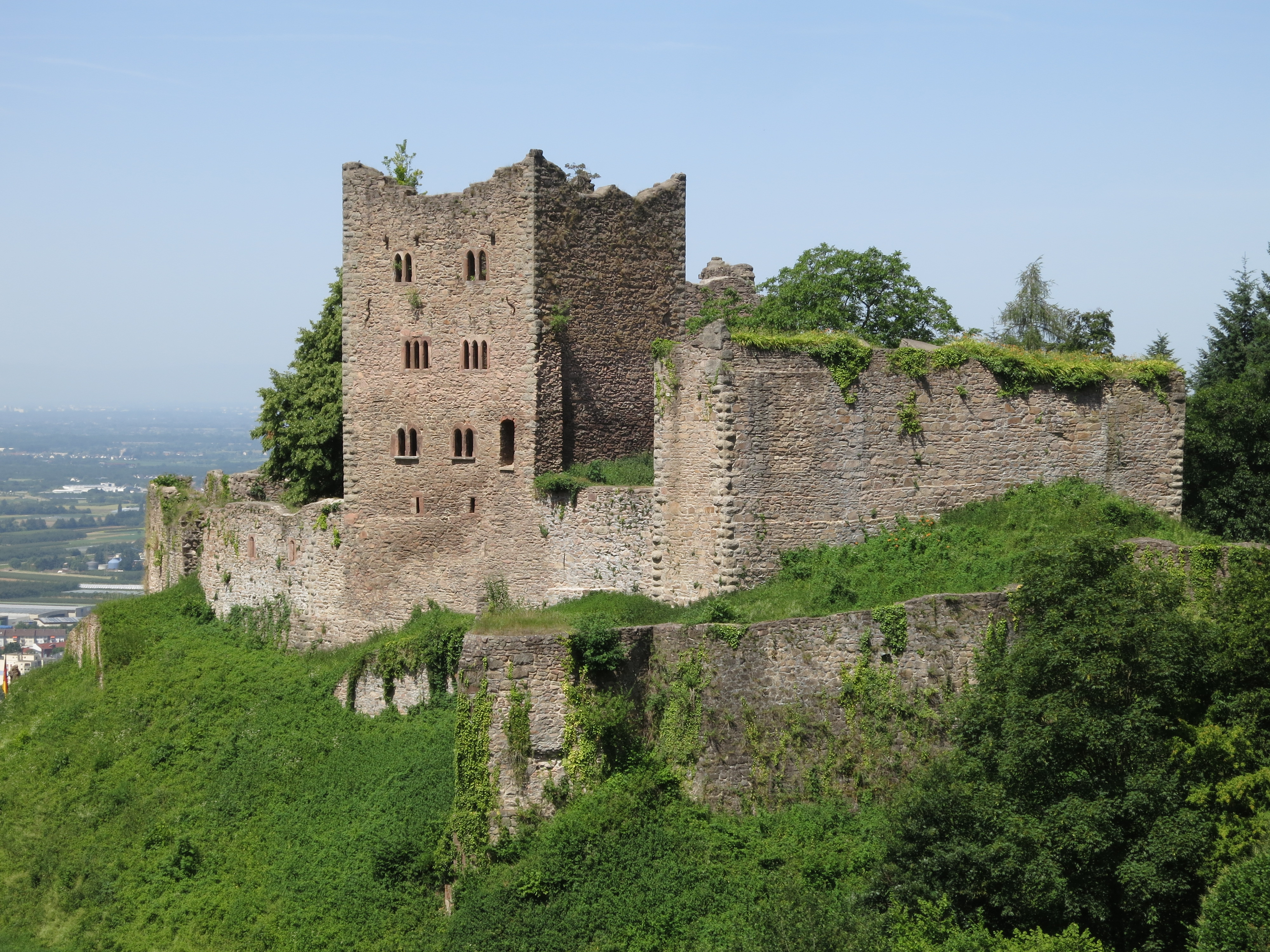
Schauenburg im Renchtal

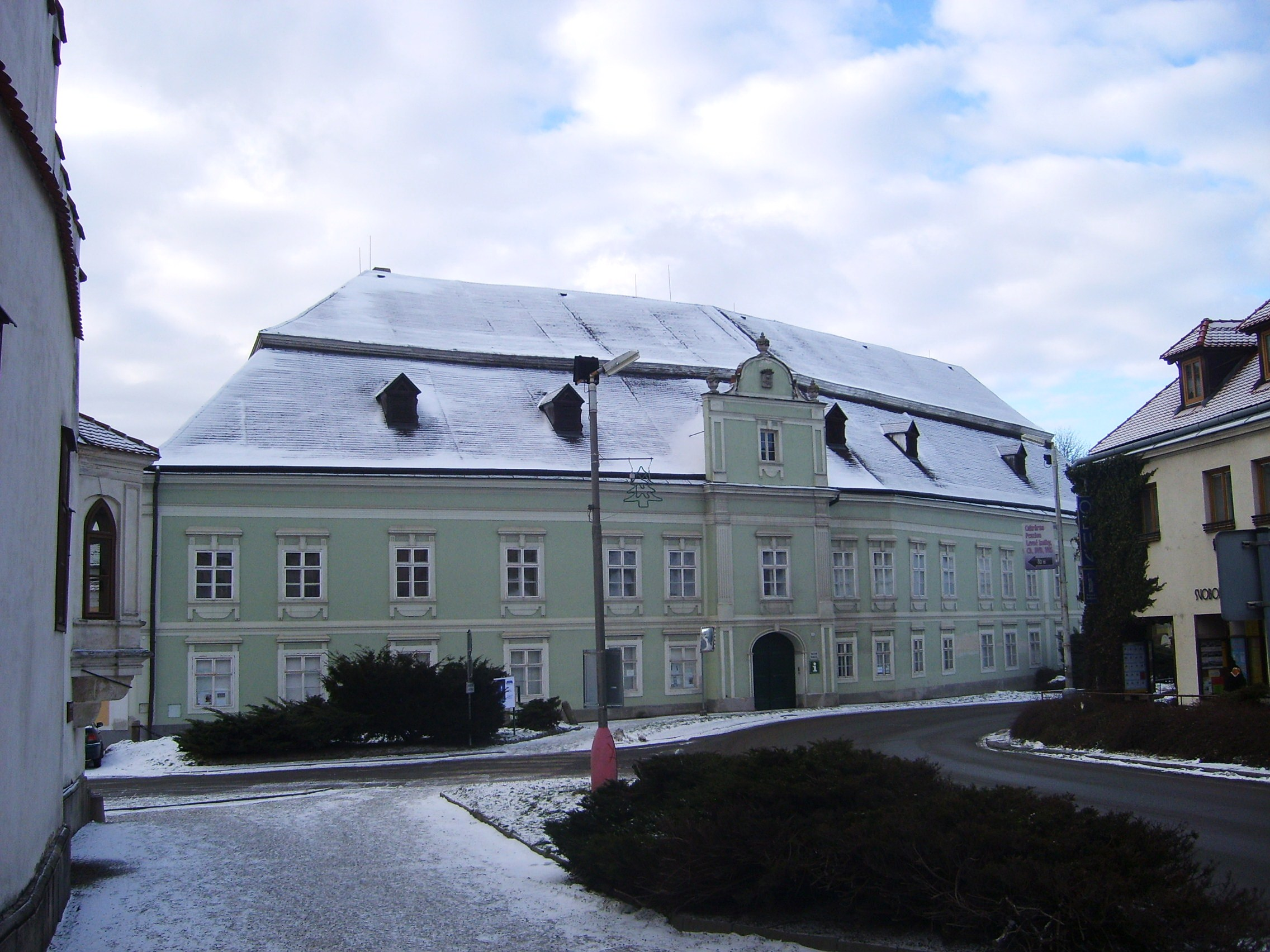
Schloss Mährisch Budwitz, erbaut von Rudolf Heinrich von Schauenburg

Schauenburg nannte sich ein Burgmannengeschlecht der Grafen von Eberstein, das zum Uradel der Ortenau gehört und seinen Stammsitz auf der Schauenburg bei Oberkirch im Renchtal hat. Die Familie ist seit dem 12. Jahrhundert nachweisbar und bis heute im Besitz der 1689 zerstörten Stammburg sowie des unterhalb gelegenen Gaisbacher Schlosses aus dem 17. Jahrhundert.

## Geschichte
Der Name des Geschlechts wird mehrfach in Urkunden der Zähringer genannt, woraus sich eine gewisse Bedeutung zu dieser Zeit ablesen lässt. Es erscheint erstmals urkundlich am 26. September 1108 mit Henricus de Scovenburg und beginnt seine ununterbrochene Stammreihe mit Ercenboldus de Scovenburg, der 1274 eine Urkunde siegelt. Die Ritter von Schauenburg stellten als Ministeriale und Burgmannen der Grafen von Eberstein die Besatzung der Schauenburg.
Das Geschlecht hatte später Lehen vom Reich, den Grafen von Eberstein, den Grafen von Freiburg, den Markgrafen von Baden und vom Hochstift Straßburg. Es weist zwei Hauptlinien auf. Die Ulrich-Dieboldsche oder Herlisheimer Linie, deren Stammvater der Ortenauer Landvogt Johann Reinhard von Schauenburg ist, und die Luxemburger oder Harthartsche Linie, die auf Friedrich von Schauenburg, den Ritterhauptmann der Ortenauer Reichsritterschaft zurückgeführt wird. Im 14. Jahrhundert konnten sich vielfach Glieder des Geschlechts die mit der Ritterwürde verbundenen Aufwendungen nicht mehr leisten und blieben Edelknechte. In der Schlacht bei Sempach 1386 fiel auch ein Johann von Schauenburg im Gefolge des Herzogs Leopold III. von Habsburg. Seit 1474 gehörten die von Schauenburg zur freien Reichsritterschaft.
Hannibal von Schauenburg aus der Herlisheimer Linie war Komtur des Johanniterordens und kaiserlicher Feldmarschall. Er erwarb sich Ruhm bei der Verteidigung der Festung Breisach gegen die Belagerung durch die Schweden unter Rheingraf Otto Ludwig im Sommer 1633. Als Parteigänger des Kaisers profitierten die Schauenburg im Dreißigjährigen Krieg. So fiel ihnen Mährisch Budwitz zu, das der Kaiser dem Geschlecht der Waldstein nach dem Sieg in der Schlacht am Weißen Berg wegnahm. Die von Ernst Vollmar von Schauenburg begründete mährische Linie der Schauenburg, starb aber in der männlichen Linie bereits 1702 wieder aus.
Hans Jakob Christoffel von Grimmelshausen wurde im Krieg Schreiber im kaiserlichen Regiment des Obristen Hans Reinhard von Schauenburg aus der Luxemburger Linie, das die Garnison von Offenburg bildete. Nach dem Krieg lebte er von 1649 bis 1661 in Gaisbach im Renchtal, wo er als Guts- und Burgverwalter derer von Schauenburg arbeitete und sein Buch Simplicissimus schrieb. Beim Bau von Schloss Gaisbach verwendete er Steine der Schauenburg.
Johann Baptist von Schauenburg aus der Herlisheimer Linie war 1755 bis 1775 Großprior des deutschen Johanniterordens und als solcher Reichsfürst. Franz Joseph von Schauenburg ließ im 19. Jahrhundert das bei der Belagerung von 1677 zerstörte Schloss Herrlisheim wieder aufbauen.

## Wappen
Silbernes Mittelschild und blau-goldener Wolkenrand belegt mit einem roten Andreaskreuz. Auf dem Helm eine wachsende silberne Jungfrau (die sogenannte Melusine), die Brust mit dem roten Andreaskreuz belegt und anstatt der Arme rechts ein rotes und links blaues Büffelhorn, außen mit je drei silbernen (oder roten) Schellen besteckt.
Das Wappen der Schauenburg ähnelt den Wappen der Grafen von Fürstenberg und der Grafen von Oettingen, was Spekulationen über eine agnatischen Beziehung der Geschlechter ausgelöst hat, die jedoch nicht nachweisbar ist.

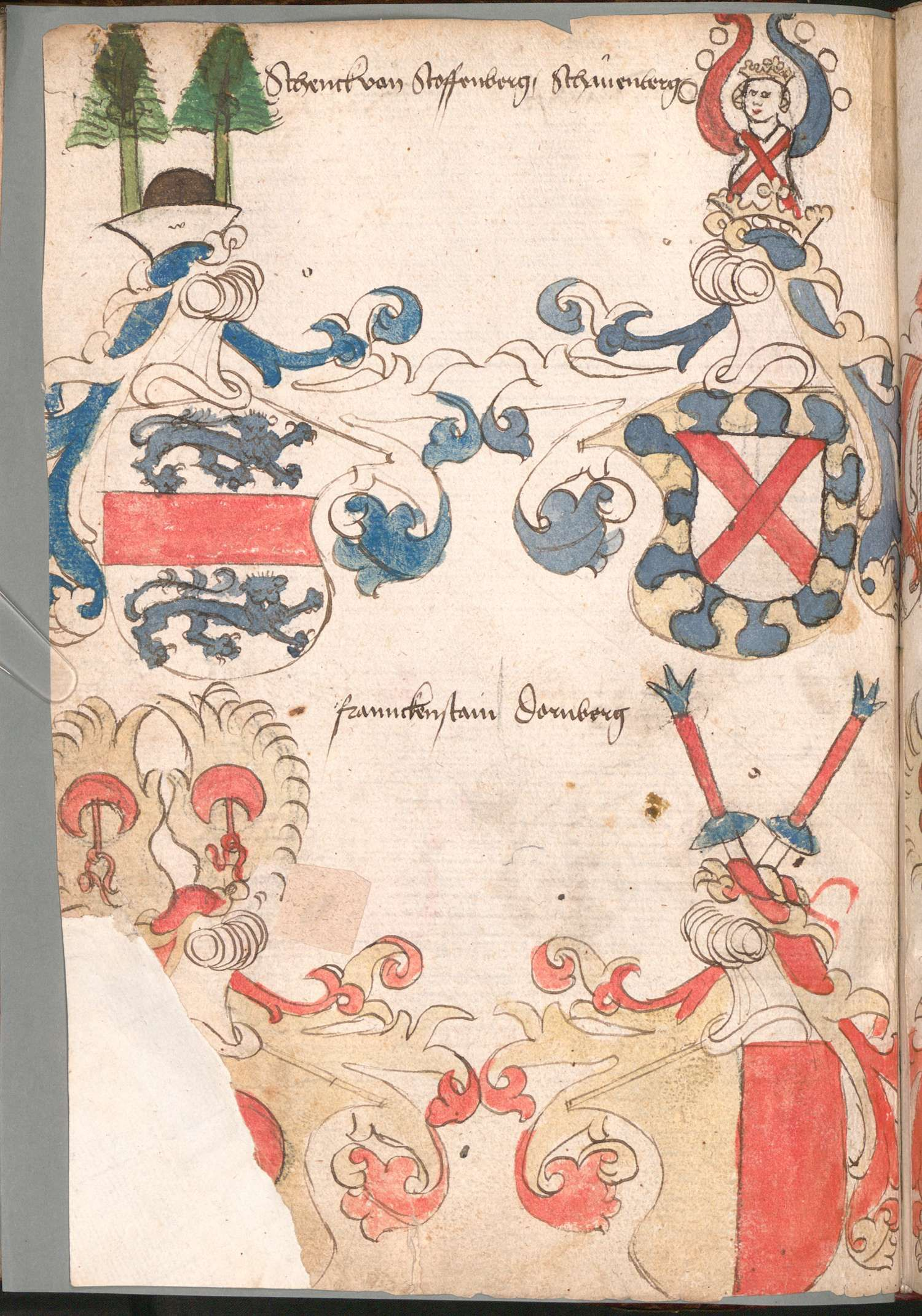
Wappen im Wernigeroder Wappenbuch, 15. Jahrhundert
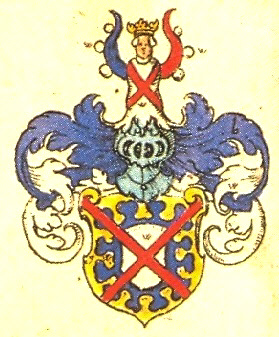
Wappen bei Siebmacher, 1605
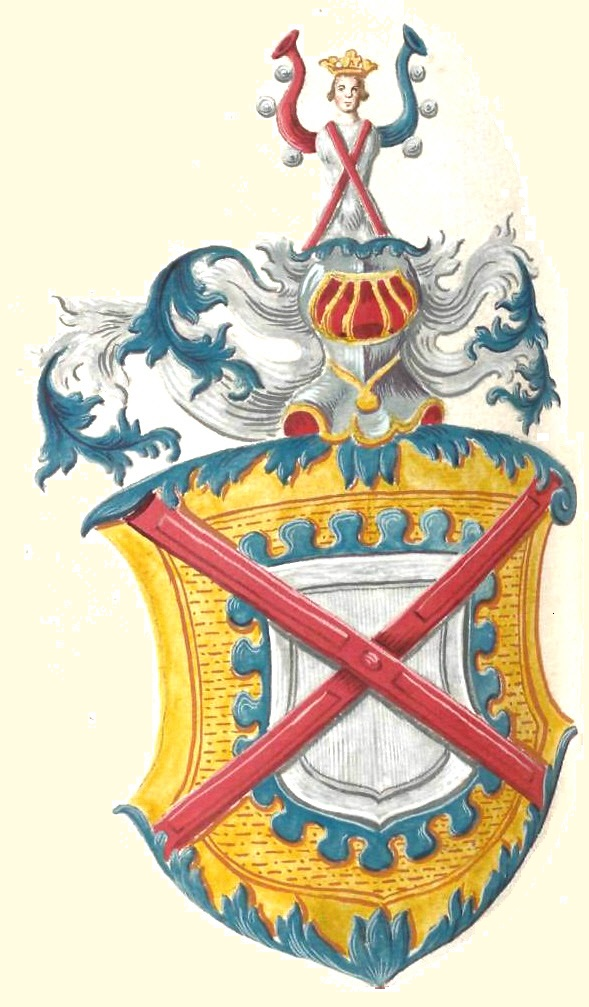
Wappen im Fuggerschen Ehrenbuch
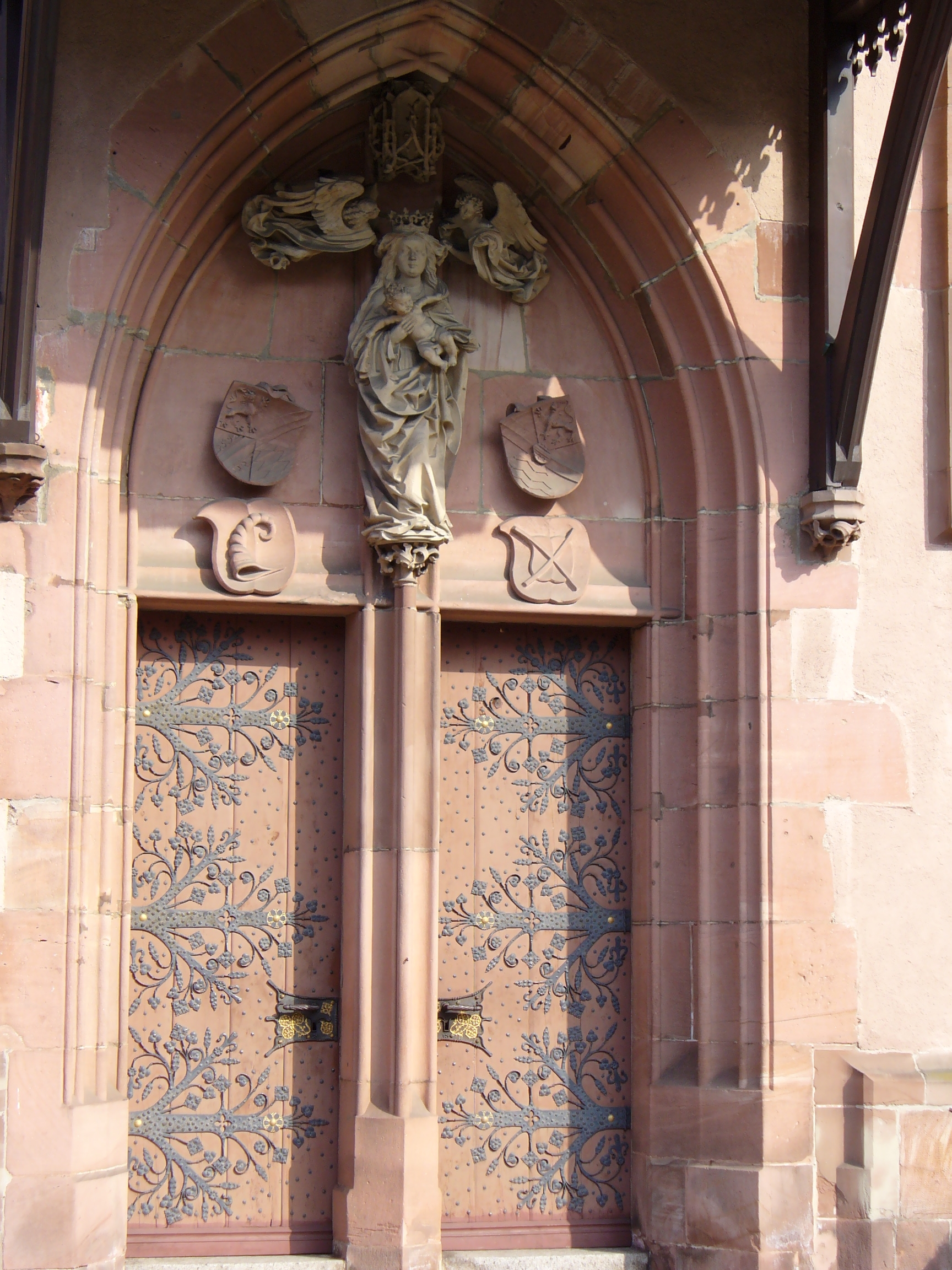
Wappen rechts unten am Hauptportral der Wallfahrtskirche Mariä Krönung in Lautenbach (Renchtal)

## Namensträger
- Balthasar Alexis Henri Antoine von Schauenburg (1748–1831) – französischer General

Nach der Schauenburg benannt, aber nicht zur Familie gehörig
- Uta von Schauenburg (1115–1197) – Gründerin des Klosters Allerheiligen